# Juan José de Aliaga y Santa Cruz
Juan Joseph Hermenegildo de Aliaga-Sotomayor y Santa Cruz (* Lima, 11 de septiembre de 1780-† Callao, 1825), fue un noble terrateniente y funcionario colonial en el Virreinato del Perú. Por herencia materna, V Conde de San Juan de Lurigancho.

## Biografía
Fueron sus padres los criollos limeños Sebastián de Aliaga y Colmenares, VI marqués de Zelada de la Fuente, y María Mercedes de Santa Cruz y Querejazu, IV condesa de San Juan de Lurigancho. Con escasos años y dado su origen social, ya era capitán de una compañía del Regimiento de la Nobleza (1795), cuando fue investido con el hábito de caballero de la Orden de Carlos III. Luego de su matrimonio, por solicitud de su padre ante el Consejo de Indias, obtuvo la carta de sucesión del título nobiliario materno (1803), convirtiéndose en el último Conde de San Juan de Lurigancho del periodo virreinal. Ante el fallecimiento de su padre, lo sucedió en el cargo de tesorero perpetuo de la Real Casa de la Moneda de Lima (1817) hasta la proclamación de la Independencia.
Fue acusado de conspirador ante el virrey Joaquín de la Pezuela, motivo por el cual redactó un alegato jurídico donde invocaba su lealtad a la Corona (1818). Sin embargo, cuando la Expedición Libertadora de José de San Martín entró en Lima, sería uno de los firmantes del acta de la Declaración de Independencia del Perú, aunque con alguna dilación. Ese mismo año, sería asociado a la reciente Orden del Sol (12 de diciembre de 1821) y se mantuvo en el bando patriota en los siguientes meses, en los difíciles momentos posteriores al fin del Protectorado e incluso rechazó el desacato de José de la Riva-Agüero al Congreso Constituyente (1823). No obstante, terminó por claudicar y se pasó a las filas realistas buscando refugio en la Fortaleza del Real Felipe (1824), donde ante las adversas condiciones de salubridad, falleció víctima del escorbuto.

## Matrimonio y descendencia
Contrajo nupcias con la limeña Juana de Calatayud y Navia Bolaños, descendiente del I Conde del Valle de Oselle, con quien tuvo los siguientes hijos:
1. María del Carmen de Aliaga y Calatayud.
2. Juan Crisóstomo de Aliaga y Calatayud, casado con Manuela de la Puente y Arias de Saavedra, hija del VI Marqués de Villafuerte, con sucesión.
3. Rosa María de Aliaga, casada con Guillermo Kelly, con sucesión.
4. María Manuela de Aliaga, casada con Bartolomew George Browne, con larga sucesión en Chile.
5. Sebastián de Aliaga y Calatayud, casado con Mercedes Astigarraga y León, con sucesión.
6. Juan Estanislao de Aliaga.
7. Manuel José de Aliaga.